# Széchenyi tér (Pécs)
A Széchenyi tér a pécsi belváros közigazgatási, kereskedelmi és idegenforgalmi központja. A középkorban a város piactere volt, itt állt a városháza és a plébániatemplom. Széchenyi nevét 1864 óta viseli, előtte a legkülönbözőbb elnevezései voltak: Fórum, Városi piacz, Főtér. A tér a város egyik központi elhelyezkedésű, emlékművekben gazdag, észak felé fokozatosan emelkedő tere, ahová sugárszerűen tizenkét utca torkollik. A tér főbb látványosságai a Gázi Kászim pasa dzsámija, a Városháza, a Megyeháza, a Nádor szálló, a Zsolnay-kút, az Irgalmas rendi templom, a Szentháromság-szobor és Hunyadi János bronz lovas szobra. A teret a Pécs2010 Kulturális Főváros projekt keretein belül felújították.
Itt tartják minden év szeptemberében a Pécsi napok alkalmával a Szőlő és Bor Ünnepét, kirakodóvásárral, szüreti felvonulással és a híres pécsi, villányi és siklósi borok kóstolójával és itt állítják fel karácsonykor a város karácsonyfáját.
A Pécs2010 Kulturális Főváros projekt keretében 2008-2010 között térkő burkolatot kapott és azóta sétatér.

## Elhelyezkedése
A tér Pécs belvárosának szívében a Mecsek déli oldalán helyezkedik el. Tizenkét utca fut bele a térbe. Délről kezdve, az óramutató járásával megegyező irányban: Irgalmasok utcája, Jókai tér, Ferencesek utcája, Ciszterci köz, Janus Pannonius utca, Szepesy Ignác utca, Hunyadi János utca, Megye utca, Mária utca, Király utca, Perczel Miklós utca és a Munkácsy Mihály utca.

## Története

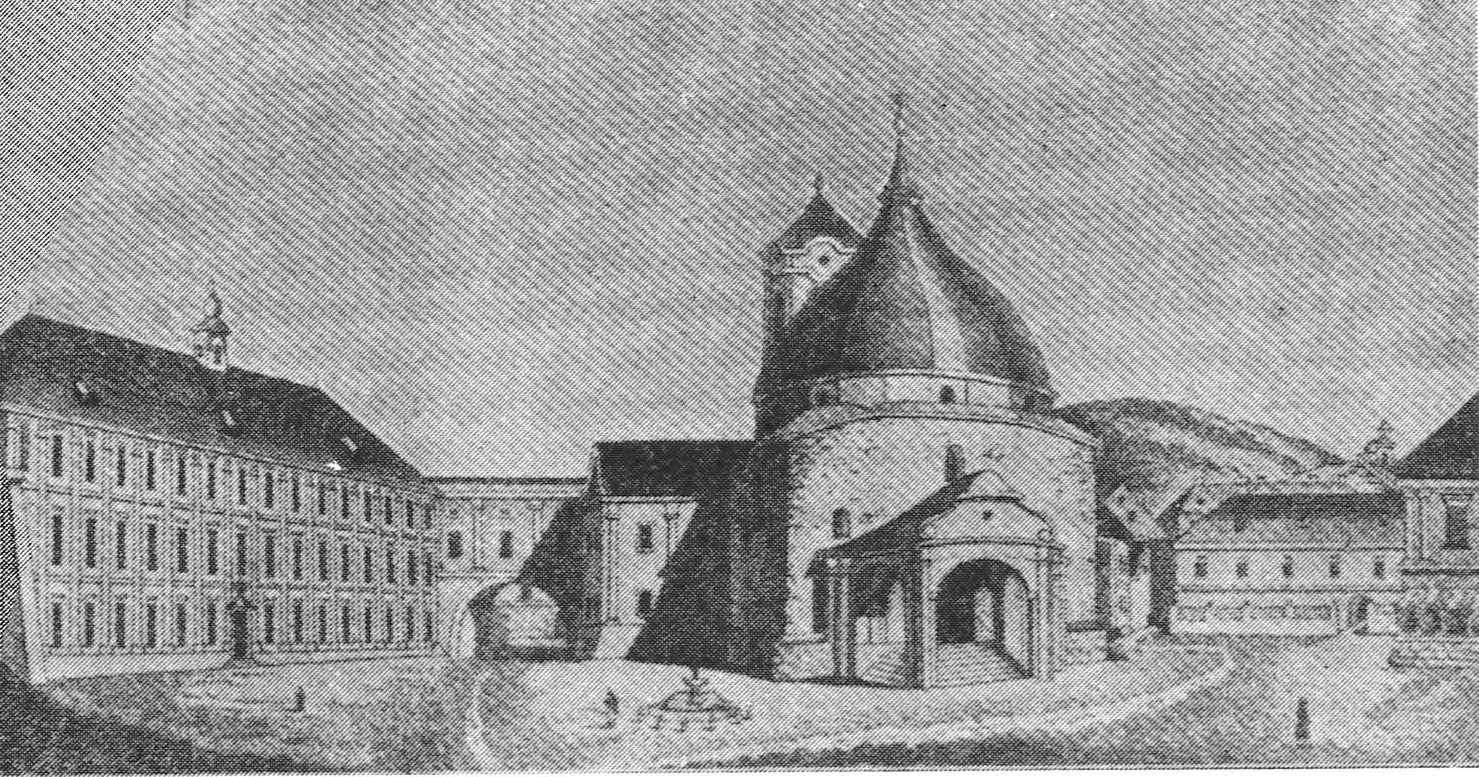
A tér a 19. század elején

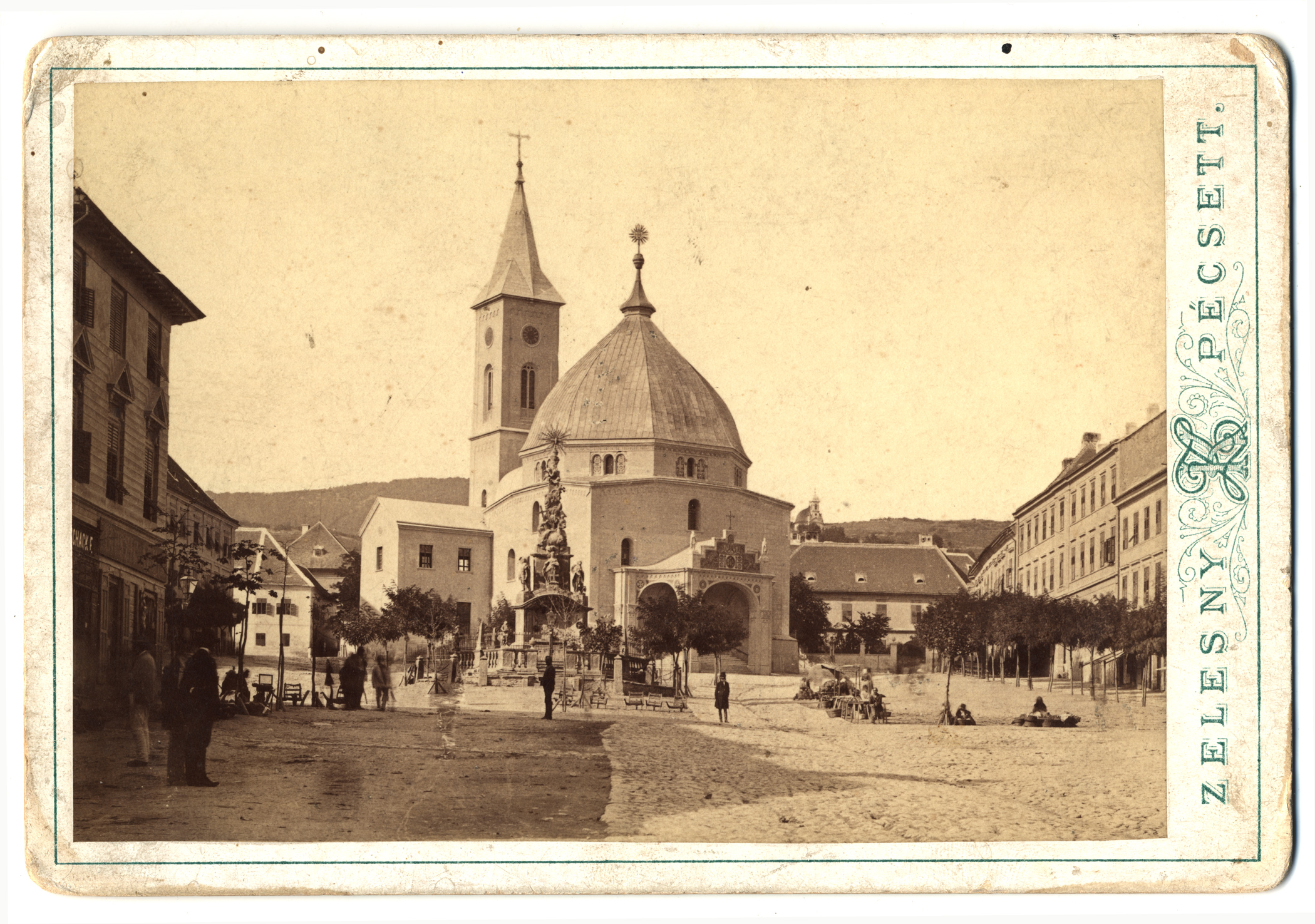
A tér a 19. század végén

A tér a római kori Sopianae északi peremén helyezkedett el. A 20. század közepén végzett csatornázási munkák emésztőgödröt, illetve egy harmadrendű utat tárt fel, valamint az északi részen egy római temetőt; ezek a leletek egyben azt is igazolják, hogy lakott hely volt ezen a területen. A 4. századtól feltételezések szerint táborozóhely volt a területen.
A tér a magyarok letelepedése után kezdett funkcióval bírni, fontossága pedig a 13. században, a Szent Bertalan-templom építésével kezdődött. A keleti, budai városkapu és a nyugati, szigeti városkapu között kialakuló új út növelte a tér funkcióját, mely a jelenleginél nyugati irányban jóval nagyobb kiterjedésű volt: az 1367-ben megnyitott első magyarországi egyetem épületéig terjeszkedett, mely a püspöki vár szomszédságában állt. Ez a tér volt a középkori város egyetlen, nagyobb tömeg befogadására alkalmas tere. Mint ilyen, számos ünnepélyes esemény színhelyének tartják: Janus Pannonius itt gyülekezett háromszáz fős kíséretével, mielőtt Mátyás király követeként II. Pál pápa segítségét kérte volna; feltehetően az 1476. októberi pécsi országgyűlés is itt történt; II. Ulászló 1495. március 27-én Pécsett kötötte meg a török békét. A tér 2009-es felújításakor feltártak egy épületet, mely egy 1489-es adásvételi szerződés Drakwlyahaza néven említ, és – feltehetően tévesen – Drakula házának tartottak.
A török I. Szulejmán vezetésével 1543. július 20-án vonult be a térre. Később, 1566. augusztus 4-én is bevonult, hogy másnap innen induljon Szigetvár felé. A teret ekkoriban Bazár térnek hívták, északi oldalán pedig a Szent Bertalan-templom köveiből megépült Gázi Kászim pasa dzsámija. A tér maga fontos kereskedőtér volt a török alatt. Evlija Cselebi leírása alapján két török kút is volt a téren: a templom alatt, illetve a mai Zsolnay-kút helyén. A tér az 1664-es hadjáratban súlyos károkat szenvedett.
A város visszahódítása után a tér továbbra is katasztrofális állapotban volt: a dzsámi némileg megrongálódott, a minaret félig ledőlt, a török fürdő leégett, a környező házak romosak voltak. A következő évtizedek az újjáépítésről szóltak: 1698-ban épült az első városháza, 1713-ban megépült az első Szentháromság-szobor (amely a tér nevét is adta II. József uralkodásáig), melyet a pestisjárvány emlékére állítottak. 1714-ben a teret nyilvános piacnak jelölték, emellett a téren kivégzéseket is tartottak egészen a 19. század közepéig, amikor a kivégzések helyszíne a Ledina lett.

## Épületei

### A dzsámi és a tér emlékművei

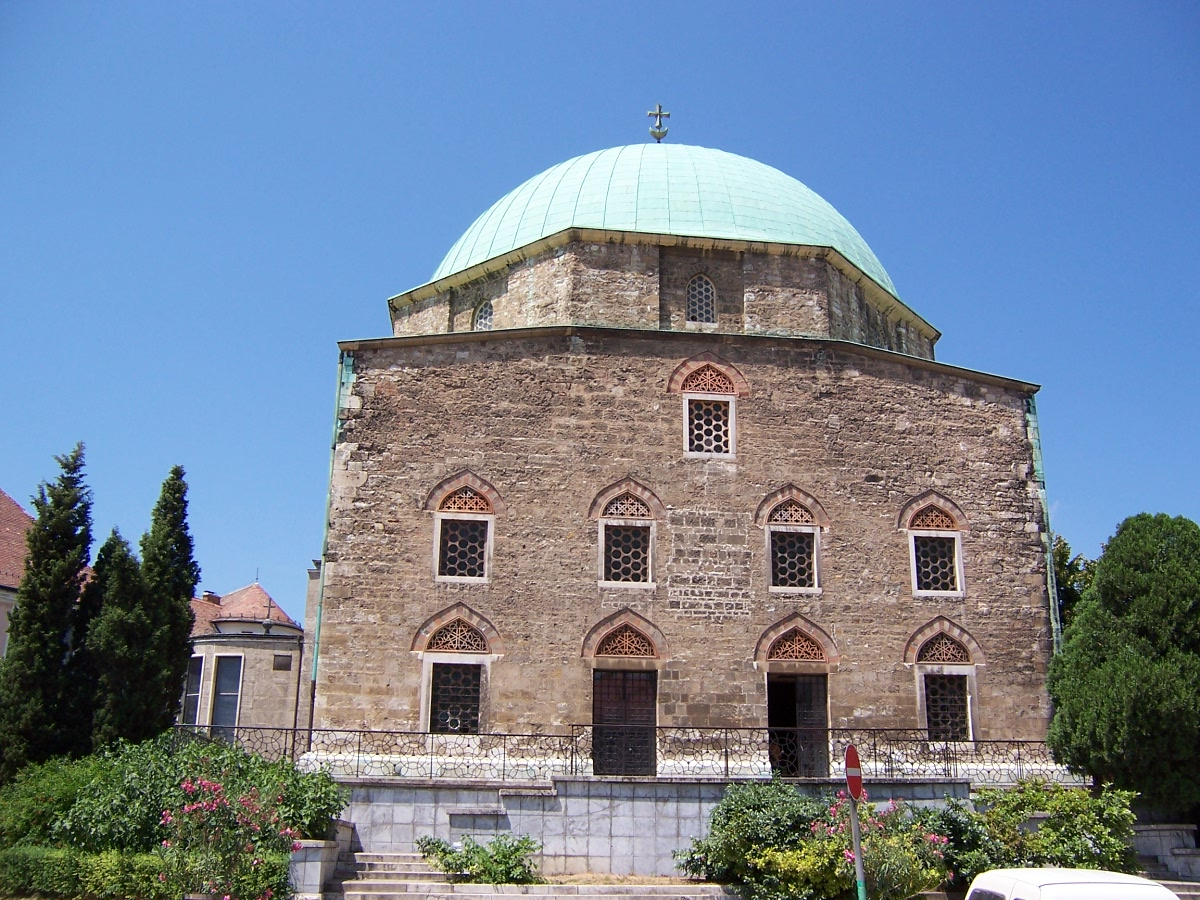
Gázi Kászim pasa dzsámija

A Széchenyi tér központi épülete Gázi Kászim pasa dzsámija, Pécs egyik jelképe.
A középkorban a város központjában állt a gótikus Szent Bertalan-plébániatemplom. A város török kézre kerülése után ennek köveiből épült jellegzetesen keleti stílusban Gázi Kászim Pasa dzsámija. A dzsámi mellett egykor minaret is állt, ennek felső részét azonban 1753-ban, alsó részét pedig 1766-ban lebontották, és csak a tövét hagyták meg. A jelenlegi főbejárat oldalán, a belső falban, Mekka felé épített mihráb-fülke látható. Az épület az 1939-es átalakítás során nyerte el mai formáját. A dzsámi mellett található a Szent Bertalan harang.
Az egyszerű kőtalapzaton álló Hunyadi János bronz lovas szobrot Pátzay Pál szobrászművész készítette. Hunyadi János halálának 500. évfordulóján, 1956. augusztus 12-én leplezték le Magyarországnak ezt az egyik legszebb közterületi emlékművét.
A tér közepén található Szentháromság szobor 1710–1714 között készült el, a korábbi pestisjárvány megszűntének emlékére. Az eredetileg barokk stílusú szobor a 19. század végére annyira tönkrement, hogy a város újat készíttetett - alkotója Kiss György - amelyet 1908-ban állítottak fel.
2009. július közepén szenzációs leletekre találtak a Széchenyi téren felújítási munkálatok közben. Meglelték az Árpád-kori Szent Bertalan-templom alapjainak újabb részleteit, melynek köveiből építették fel a Gázi Kászim pasa dzsámiját. Gosztonyi Gyula, aki a templom után kutatott és aki rátalált és részben feltárta a pécsi ókeresztény sírkamrákat, s nevét utca viseli a városban. Kikindai András szerint a mostani lelettel a Szent Bertalan-templom és a hozzá tartozó építmények közel 80 százaléka ismertté vált.

### Városháza (Széchenyi tér 1.)

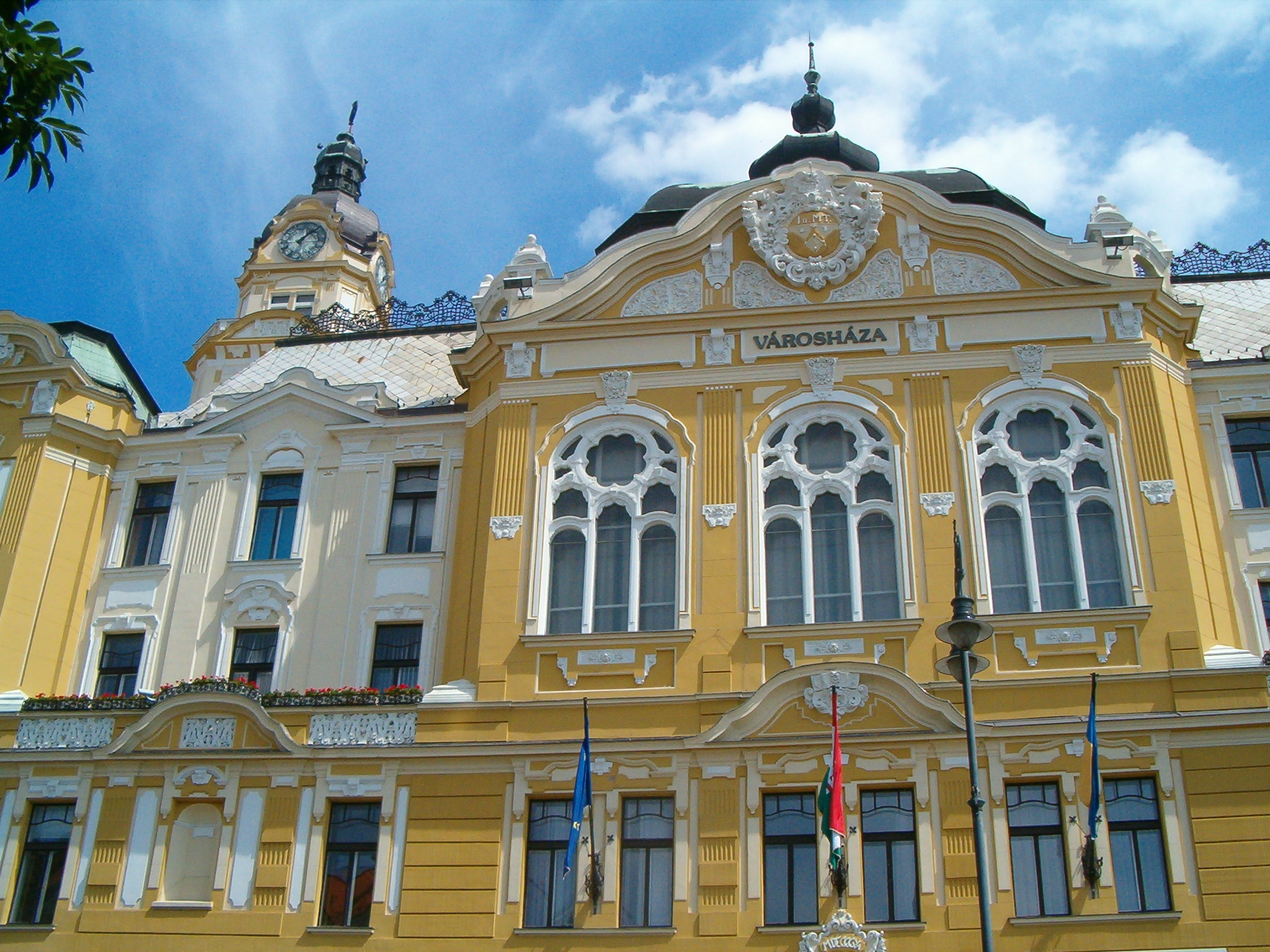
Városháza

Az első városházát a török hódoltság után, 1710-ben, a másodikat 1831-1832-ben építették a jelenlegi épület helyén. Mai formáját az 1907. évi átépítéskor kapta Láng Adolf tervei szerint. Homlokzatán a barokk stílus elemei láthatók. A sarkokon manzárdtetős, a Király utcai részét órás torony díszíti.

### Lóránt-palota (Széchenyi tér 2.)

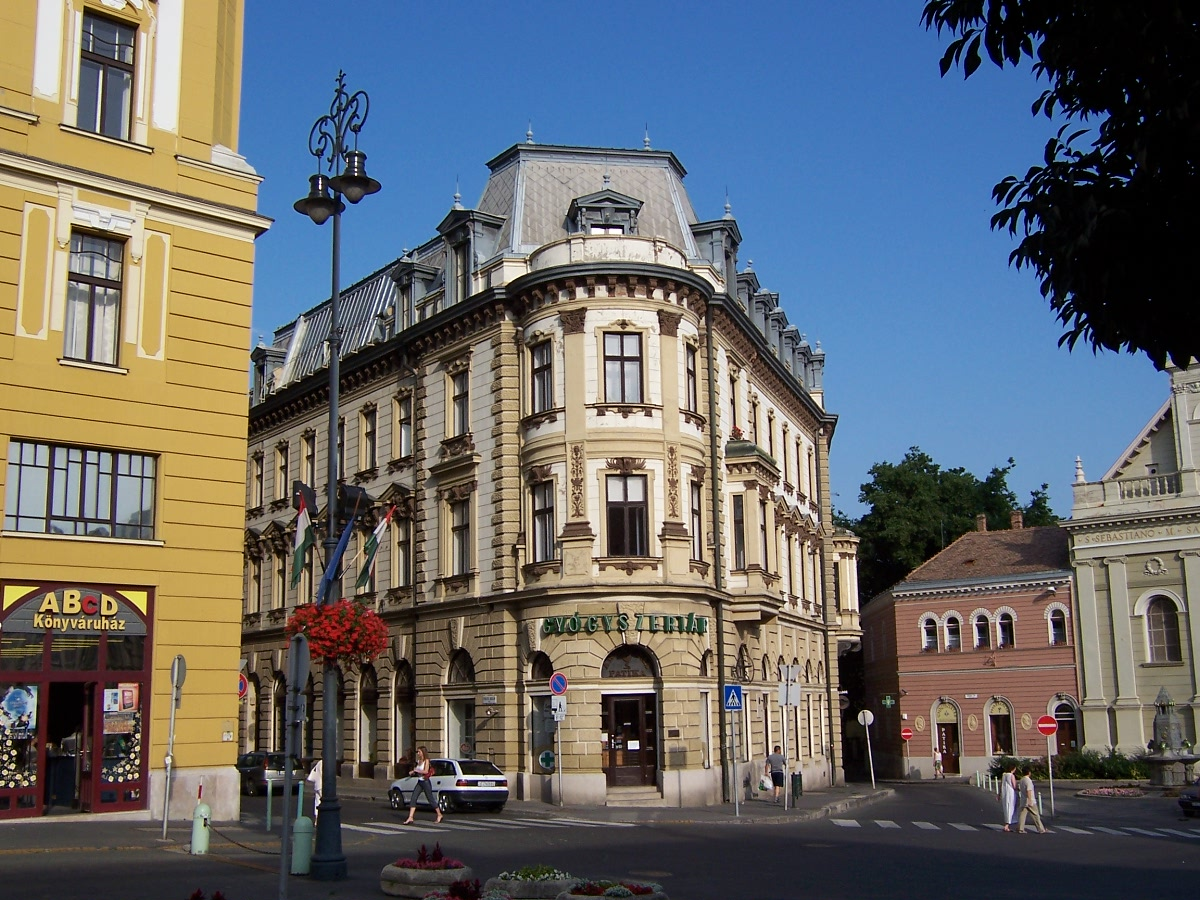
Lóránt-palota

Az épület helyén a török időkben is állt ház, majd a 18. században manzárdtetős ház épült, melyet Patkányvár (Rattenburg) néven gúnyoltak. 1882-ben ezt lebontották, és ekkor épült a háromemeletes romantikus ház, melyet a legtöbb útikönyv szerint az 1863-ban elhunyt Ludwig Förster tervezett. A ház házasság útján Dr. Lőwy Lipót tulajdona lett, aki 1903-ban Dr. Lóránt Lipótra magyarosított, az ő nevét viseli a Lóránt-palota, melyet régebben Lőwy-palotának is szoktak hívni. Az épületben 1961 óta gyógyszertár üzemel.

### Déli oldal (Széchenyi tér 3-5.)

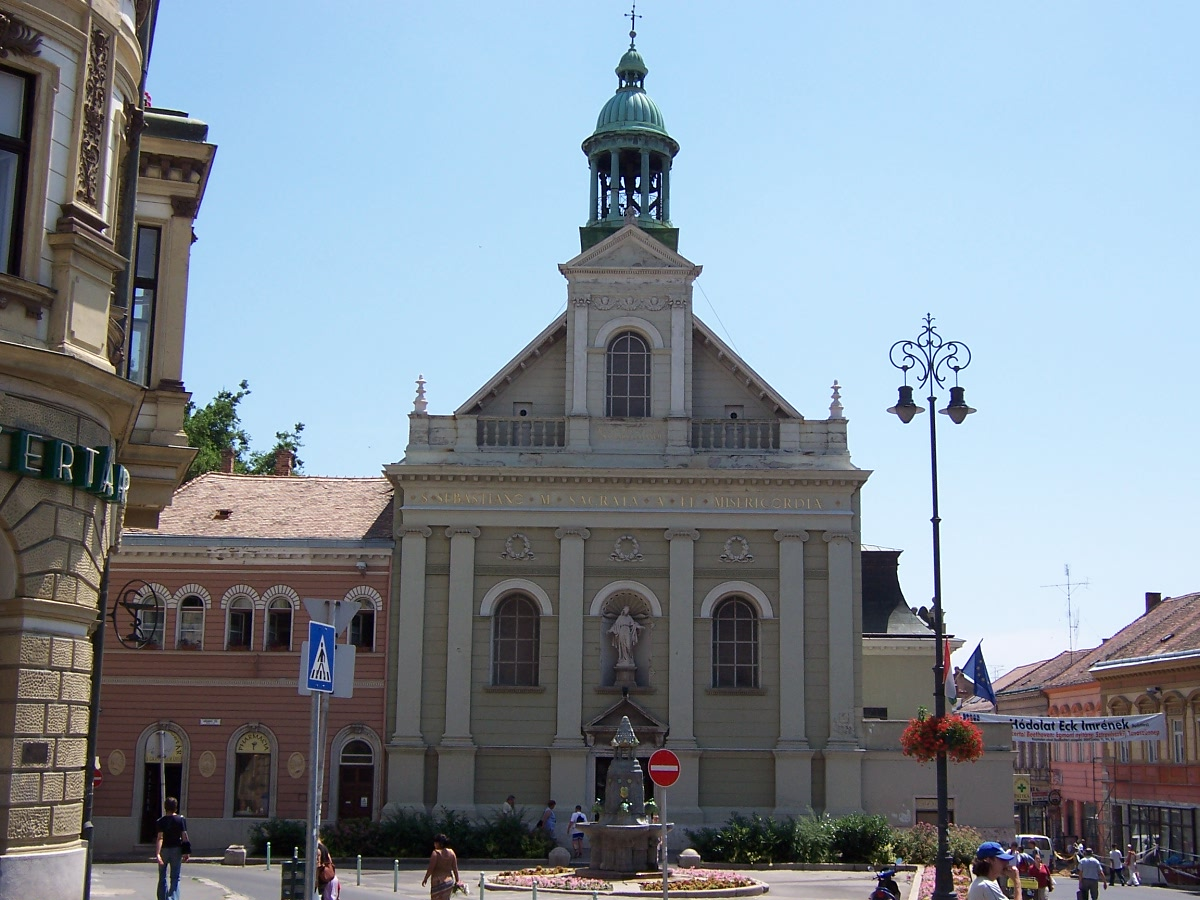
Az Irgalmas rendi templom, előtte a Zsolnay-kút látható

A tér déli oldalán található a Pilch Andor tervei alapján készült eozin-mázas Zsolnay-kút, mely az 1892-ben lebontott török kút (sadirván), a Kádi csorgója helyének közelében áll. A négy méter magas kút négy oldalán egy-egy ökörfej-csorgóból folyik a víz az íves medencébe. A Zsolnay Miklós ajándékaként felállított kutat a város és a Zsolnay porcelángyár címere díszíti.
Az Irgalmas rendiek temploma 1727–1731 között épült. Az egyhajós, dongaboltozatos templom, melynek szentélye egyenes záródású, korábban a kapucinusoké volt. 1795-ben az irgalmas rend kapta meg és 1887–1891 között átalakították Kirstein Ágost tervei szerint. Eklektikus stílusú homlokzata akkor kapta mai formáját. Az emeleti részt attika díszíti, a homlokzaton íves záródású fülkében elhelyezett Mária-szobrot Kis György készítette. A templom belsejét 1908-ban újították meg. Intarziás faoltárai kivételes művészi értéket képviselnek. Az olasz barokk főoltárkép Szent Sebestyén vértanúságát ábrázolja. A freskókat Graits Endre festette 1908-ban. Az irgalmas rend megalapítója, Istenes Szent János domborművét Mayer Ede szobrászművész, az orgonát a pécsi Angster-gyár készítette. A templom nyugati oldalán négyzetes kápolna van. A falakon néhány címeres, feliratos sírkő utal a templom alatti kriptára, ennek bejárata azonban nem ismert.
A két mellette lévő épületben üzletek voltak az 1960-as évekig, amikor ezeket a klinikához csatolták.

### Délnyugati oldal (Széchenyi tér 6-8.)
A tér délnyugati sarkán áll a 19. század közepén épült Sárkány-ház az Irgalmasok utcája és a Jókai tér sarkán. Tőle északra a 7. számon szintén a 19. század közepén épült barokk épület található, melyet a Frühweiss család építtetett. Ezzel a házzal van egybeépítve a 8. számú ház (Piacsek-ház), mely az 1820-as években épült. E ház építésekor komolyabb szintrendezést hajtottak végre a téren.
A 7. és 8. számú épület határa előtt áll a népszerű meteorológiai állomás, melyet 1908. június 15-én közadakozásból állítottak fel, melyet 1938-ban eltávolítottak, és 1991-ig Dömörkapun állt műszerek nélkül.

### Megyeháza (Széchenyi tér 9-10.)

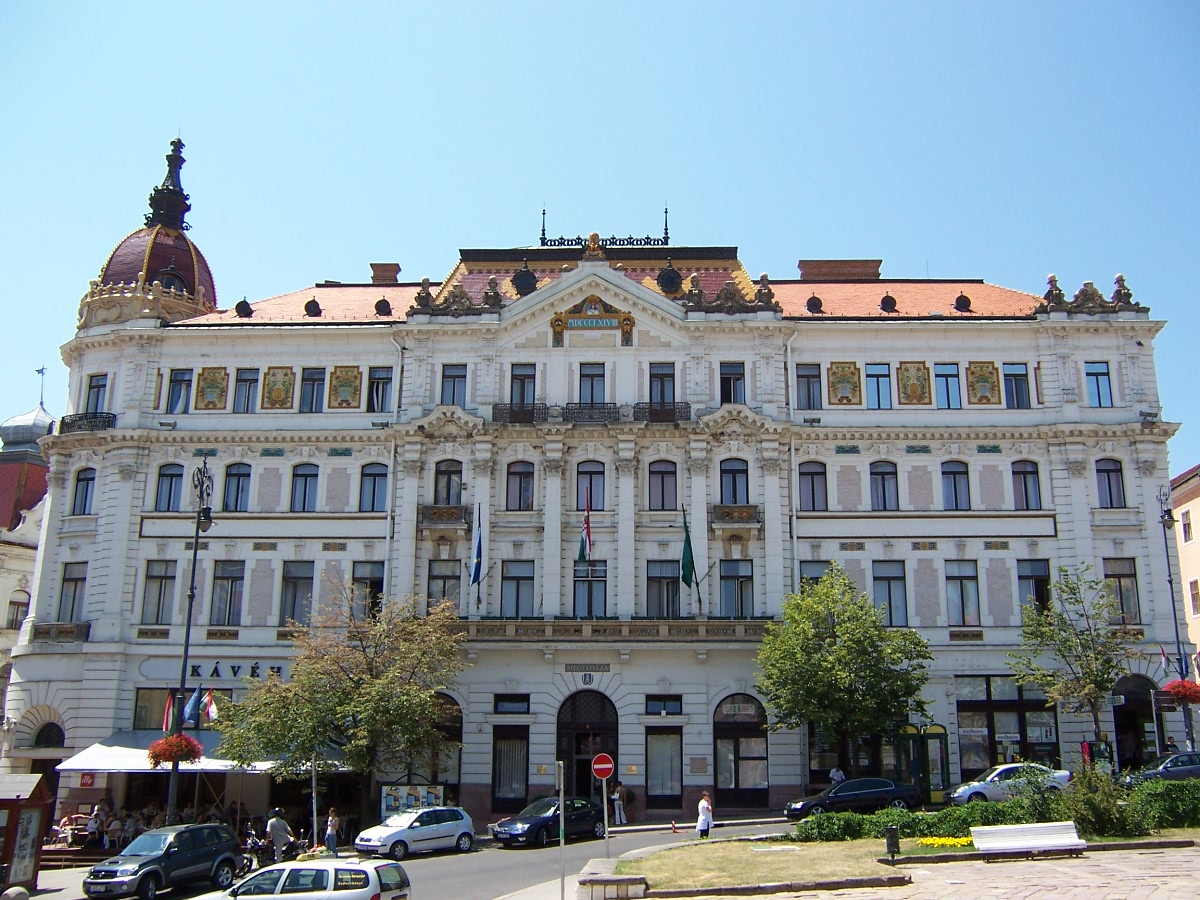
A pécsi Megyeháza.

Az eklektikus stílusú, impozáns látványt nyújtó pécsi Megyeházának épülete 1897-ben épült. Lábazata kővágószőlősi vörös homokkő. A térre néző homlokzata a tér többi épületénél jóval díszesebb. Kerámia díszítései a Zsolnay-gyárban készültek. Az épület teteje 1954-ben leégett, egyszerűbb kiképzéssel, korábbi kupolája nélkül állították helyre.

### Gimnázium és kollégium (Széchenyi tér 11.)

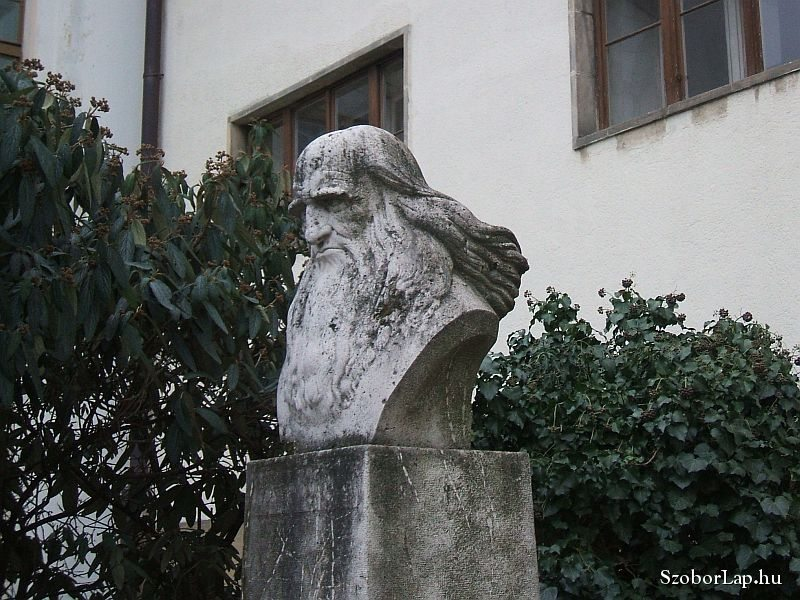
A gimnázium előtt álló Leonardo da Vinci-szobor

A Megyeházától északra a Ciszterci Rend Nagy Lajos Gimnáziuma látható. A kétemeletes, három utcára néző háztömb tér felőli részét 1716 és 1726 között építették a jezsuiták, a Kórház téri török temető sírköveinek felhasználásával. Ebben az épületben tanított a költő Faludi Ferenc is, az 1723-28 közötti években. 1785-től 1802-ig a bölcsészeti akadémia működött az épületben. Többször volt kórház, sőt 1852-1863 között kaszárnyaként használták. A múlt század elejétől a ciszterciták birtokolták a rend feloszlatásáig. A déli szárny 1863-ban, a modern északi szárny 1935-1936-ban épült. A lépcsőházban látható freskók az első pécsi egyetem alapítását és felépítését ábrázolják (Gebauer Ernő művei). Árkádokkal díszített udvarában szabad fürdő volt. Az épület északkeleti sarkán levő kis parkban áll Leonardo da Vinci fehérmárvány mellszobra (Baksa Soós György, 1958).

### Északi oldal
A tér északnyugati sarkában áll a Belvárosi iskola korábbi épülete, mely ezen a helyen a 18. század elejétől 1983-ig funkcionált iskolaként, 1987-től az Egyetemi Könyvtár, 2010-től a PTE Egyetemi Levéltár és az Egészségtudományi Kar közösen használja.
Az északi oldalon a 12. szám a Janus Pannonius Múzeum régészeti épülete alkotja. Főhomlokzata copf, oldalhomlokzata klasszicizáló stílusú. Helyén a török uralom idejében Csór Ibrahim aga háza állt. Kapualjában két igen szép vasrácsos kapu látható a 19. század elejéről.
Az északkeleti oldalon található két saroképület: az 1840 körül emelt és 1950-ben részben lerombolt és átépített Eizer-ház a Hunyadi és a Megye utca között, és a Megye utca-Mária utca sarkán álló Taizs-ház (Széchenyi tér 13.), amelynek letompított homlokzatán a gazdagon díszített sarokerkély érdemel figyelmet.

### Keleti oldal

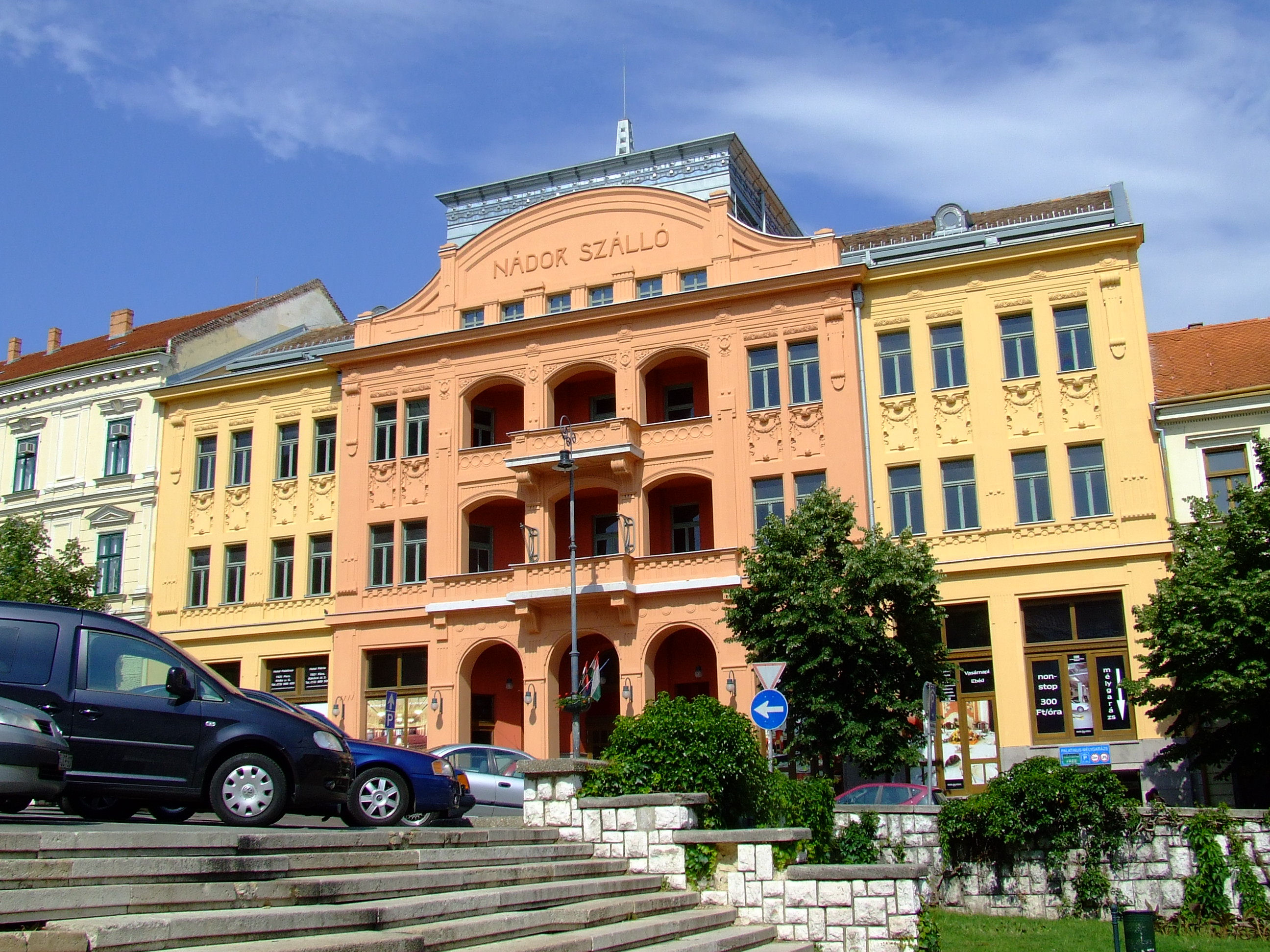
A Nádor szálló megújult homlokzata.

A Széchenyi tér 14. szám alatt áll a pécsi bíróság épülete. Ezen a helyen állt a török korban a város legdíszesebb törökfürdője, mely szintén az 1664-es és 1686-os harcokban sérült meg, utóbbi során romos állapotba került. Ennek ellenére 1786-ig nem épült új épület a telken. A jelenlegi épület 1891-ben épült eklektikus stílusban, kifejezetten a pécsi táblabíróság megszervezése alkalmából.
A Széchenyi tér 15. száma alatt található az 1846-ban épült az eredetileg 30 szobás Nádor szálló, amit 1902-ben lebontanak és egy nagyobbat építenek a helyébe. Az 1980-as évek végére a szálló épületének homlokzata erősen lerombolódott. Az épület több, mint tizenöt éves bezárása után, 2005-ben elkészült a homlokzata és aljába mélygarázs került. A szálló átadására még nem került sor.
A tér 16-18. száma alatt három kereskedőház áll, melyet az 1845-ben még üresen álló telken három család építtetett: az északit Stopfer Márton, a középsőt Zsolnay Miklós, a délit Littke Lőrinc.

## Galéria

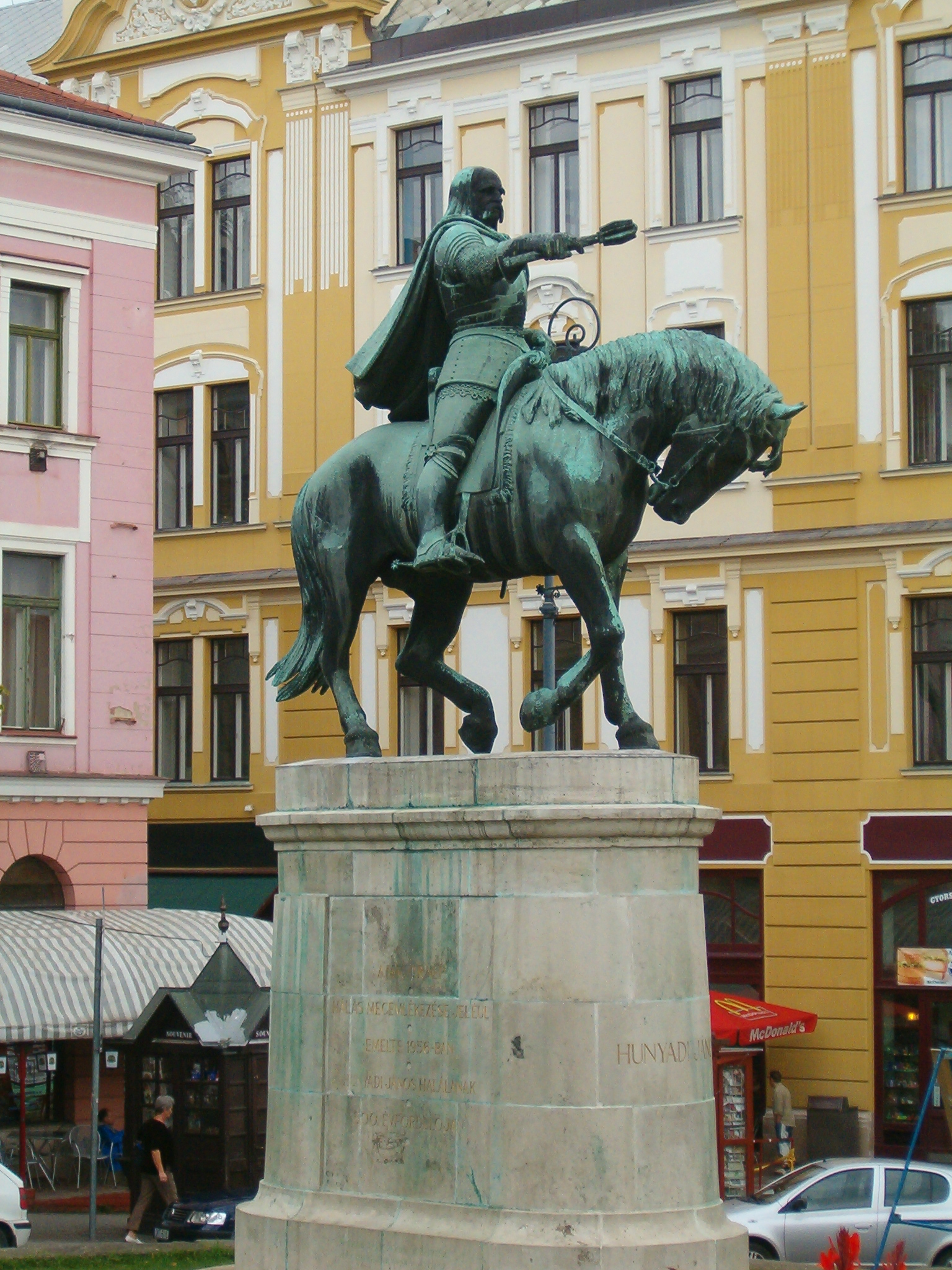
Hunyadi János szobra remek találkahely Pécsett
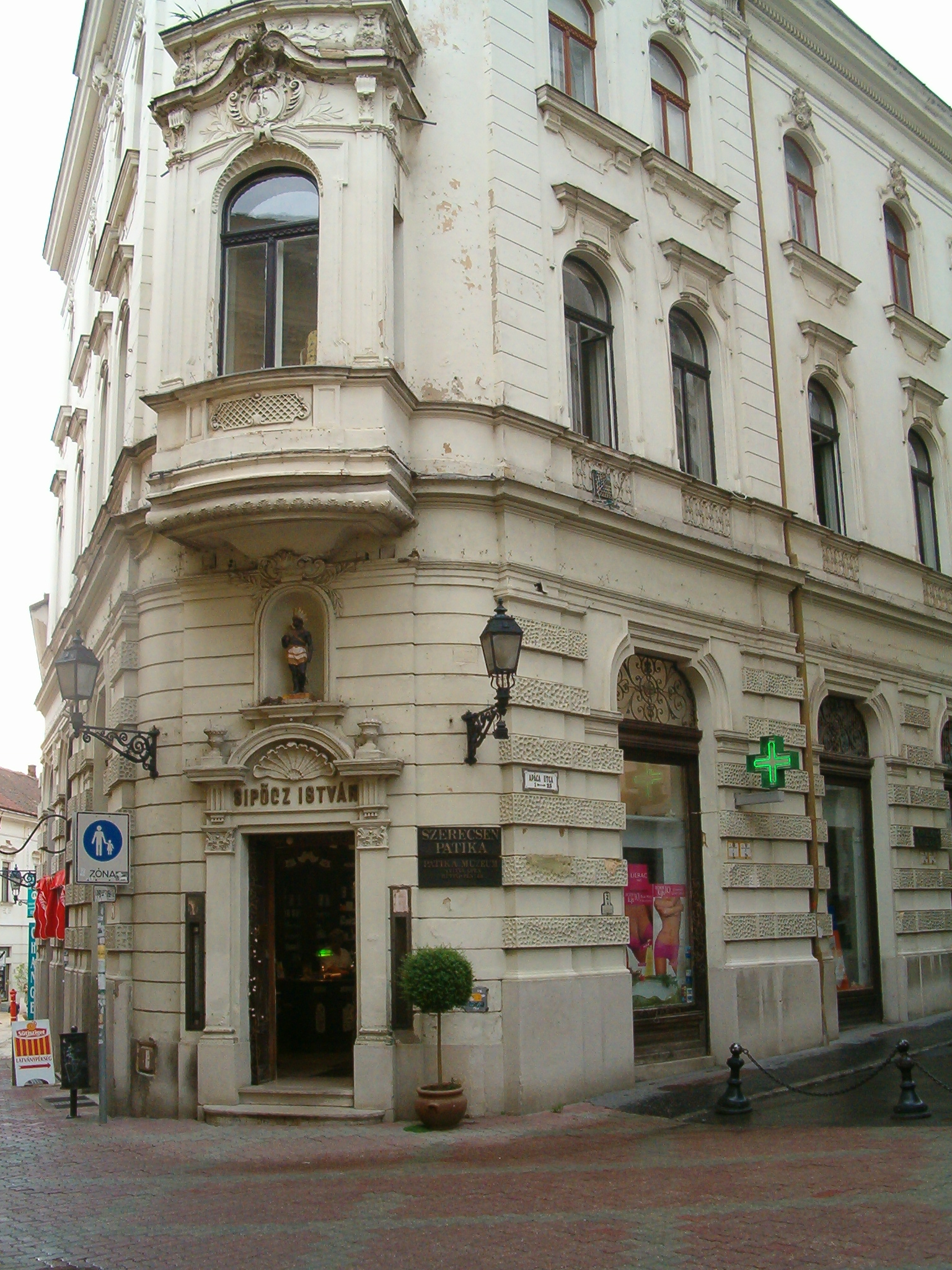
A Szerecsen Patikamúzeum sarokháza
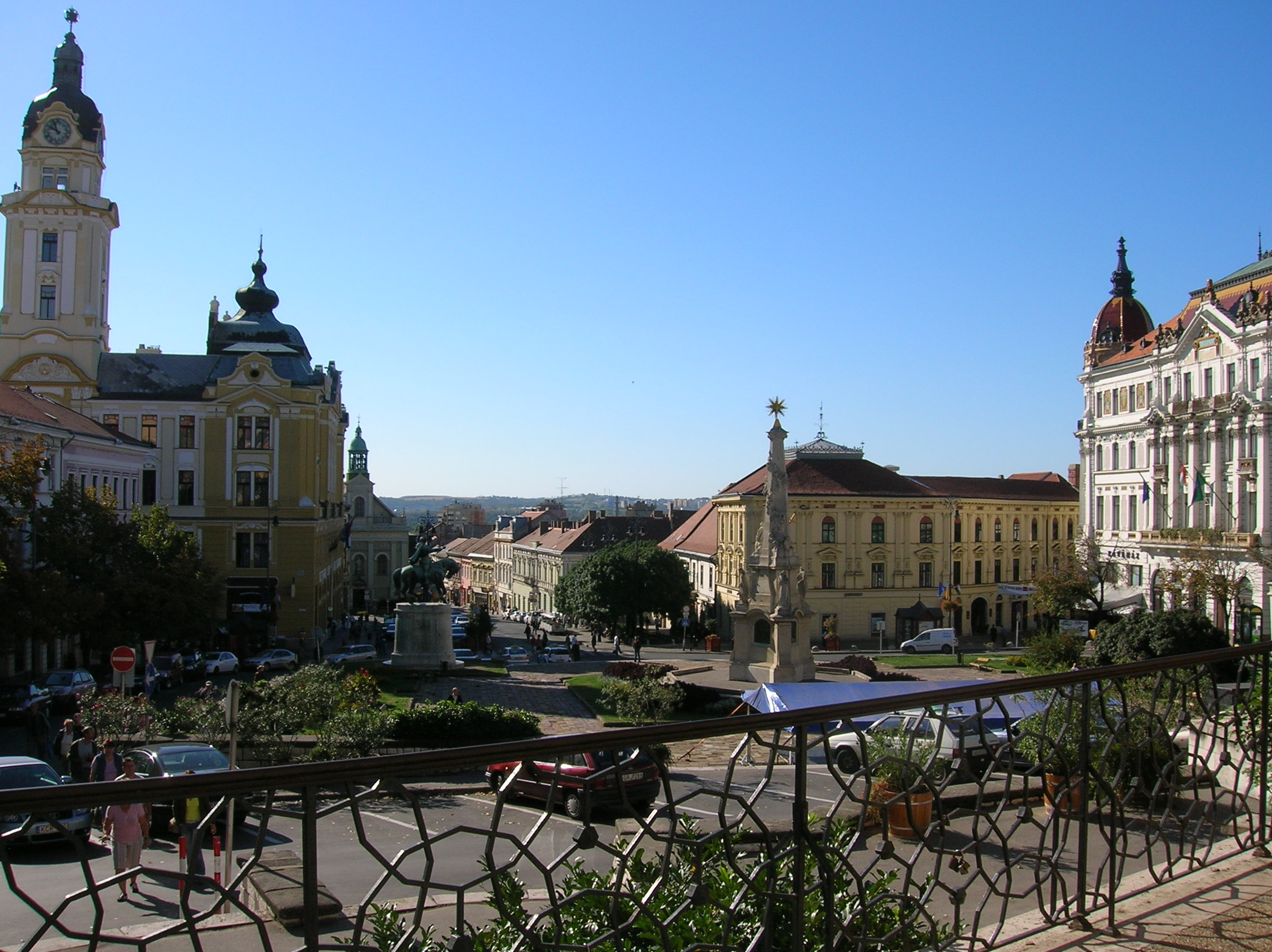
A tér a dzsámi felől nézve
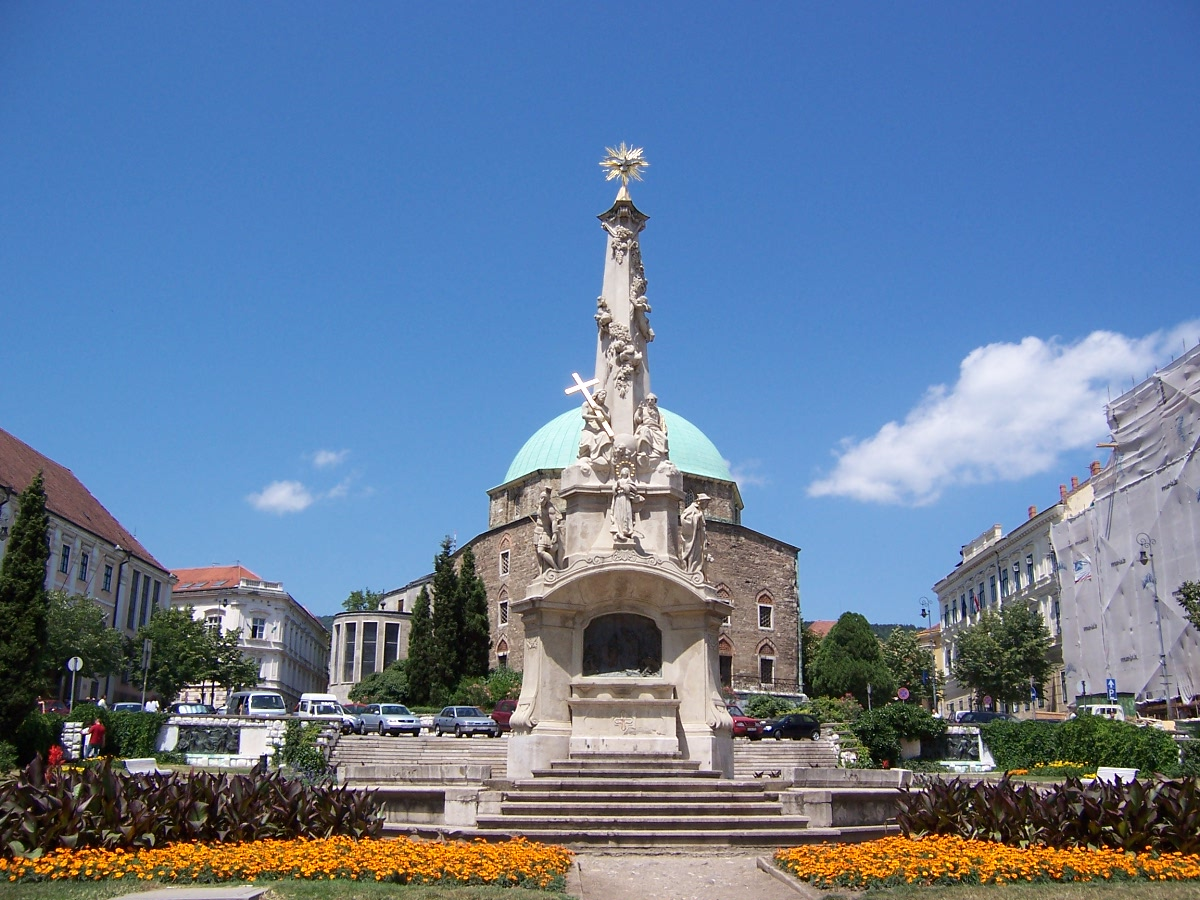
A Szentháromság-szobor
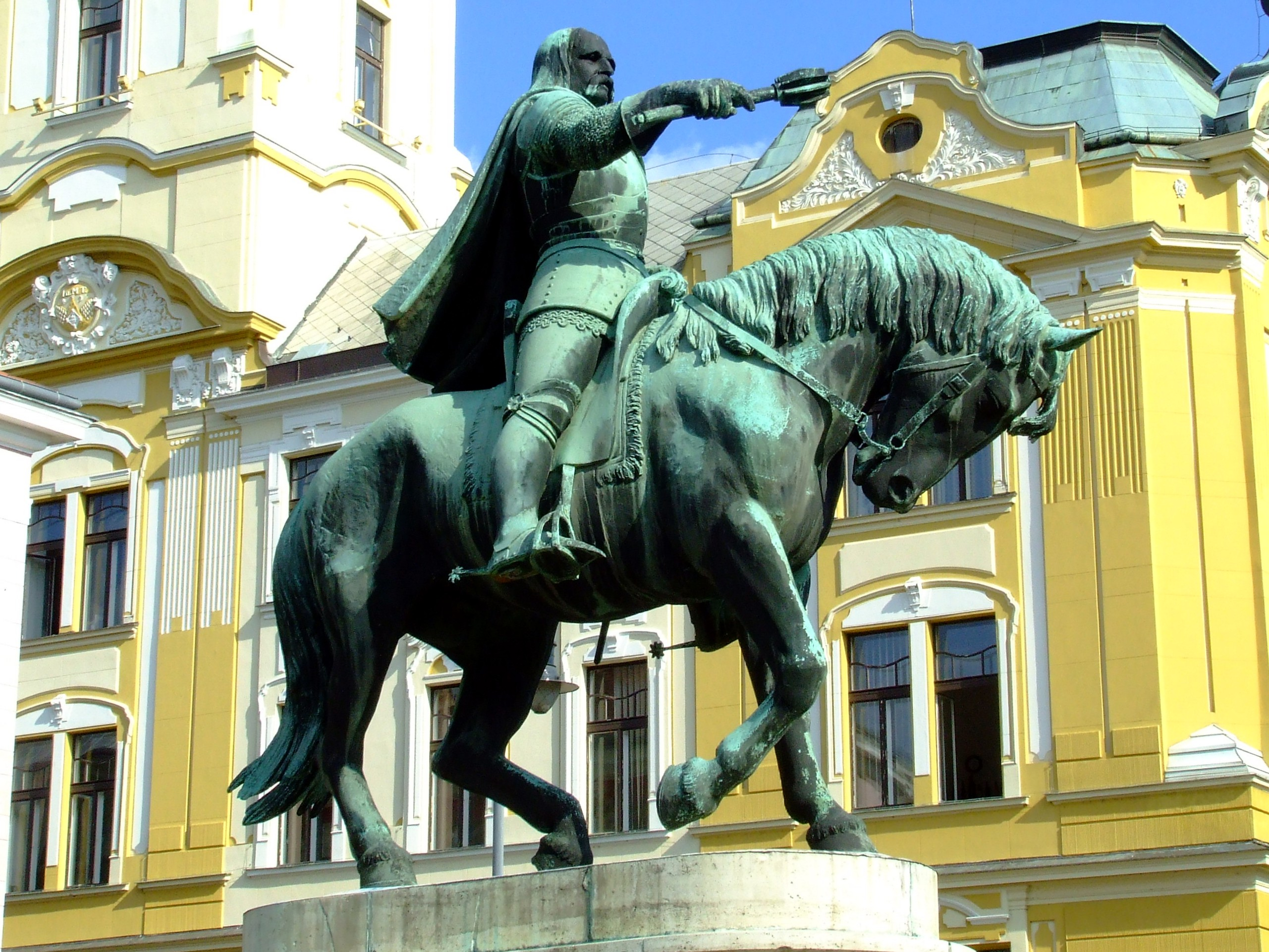
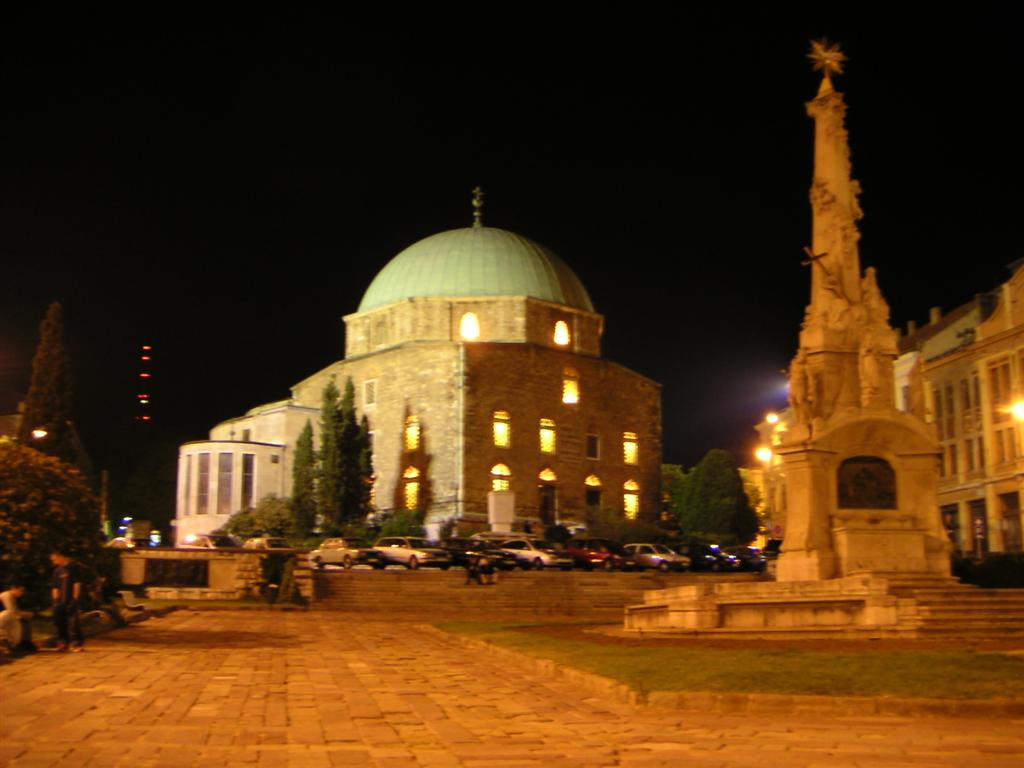
A Széchenyi tér éjjel
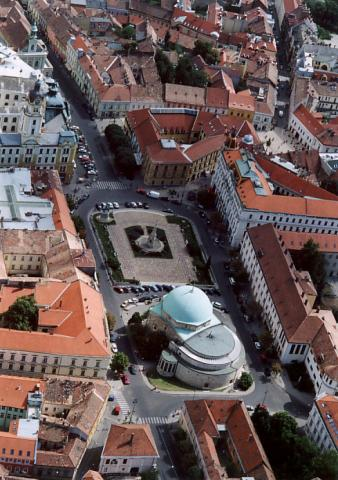
Légi fotó

## Külső hivatkozások
- Széchenyi tér és Pécs látnivalói panorámaképekben a www.virtualpecs.hu oldalán.
- Széchenyi tér a www.vendegvaro.hu oldalán.
- Zsolnay-kút. a www.vendegvaro.hu oldalán.
- Zsolnay-kút a mecsekkapu.hu oldalán.
- Cikk a Nádor Szállóról.
- Pécs belvárosáról a www.booking.hu oldaláról.
- Pécs látnivalói a www.sulinet.hu oldalán.
- Fotók és rövid ismertetők Pécs látnivalóiról.[halott link]
- Széchenyi tér alakulása 2008-2009 VIDEO.
- Széchenyi tér alakulása 2004-2008 VIDEO.
- Wikitravel - Pécs